# SFスターフライトI
『SFスターフライトI』（Starflight One,Starflight: The Plane That Couldn’t Land）は、1983年のアメリカ合衆国のSFパニックテレビ映画。リー・メジャース主演。日本では『スターフライト・ワン』というタイトルでテレビ放送された。

## ストーリー
ロケットエンジンで上空3万7000メートルまで上昇し超高速で飛行する新型飛行機「スターフライト・ワン」は翌日に処女飛行を控え、その設計を担当したジョシュ・ギリアムは不備がないか点検していた。そしてロケットエンジンが万全でないことに気がつき、ロケットが止まらず宇宙空間に飛び出した場合機体が耐え切れないと話し、ロケットを地上からコントロールできるように改良するため、処女飛行をあと1週間延期するようQ・T・ソーンウェル社長の側近であるボウディッシュに忠告する。だが今まで計画に莫大な資金を費やしてきたため、これ以上日数を延ばすと会社の信用が無くなると考えた社長は飛行を強行することを決める。ソーンウェルの息子のマーティンは、専門家のジョシュが延期を勧めているならそうすべきだと進言するが、ソーンウェルは聞く耳を持たなかった。一方、スターフライト・ワンに招待されたフレディ・バレットは、同時期に通信衛星を打ち上げる計画を立てていた。スターフライト・ワンの操縦を担当するコーディ・ブリッグスは、仕事に比重を置きすぎていたため妻のジャネットとは不仲となり、前の夫と別れたエリカ・ハンセンと親密になっていた。
処女飛行当日、ソーンウェル社長はジョシュの忠告を無視して彼と招待したフェリックスら記者を機体に乗せ、地上で離陸の瞬間を見届ける。しかし、フレディの通信衛星がロケットの不調で速度が上がらず、スターフライト・ワンと衝突する危機に陥る。通信衛星に人生をかけていたフレディは絶対爆破しないようエンジニアに頼み込むが、衝突が避けられないと確信したエンジニアは衛星を自爆させる。だが、今度はその破片がスターフライト・ワンに向かって飛び、ロケットエンジンの配線が傷ついてしまう。ロケットを制御できなくなった機体はどんどん上昇し、大気圏を突き抜けて宇宙空間に飛び出してしまう。機体が原型を保っている間に乗客を避難させるために機長のコーディは、NASAの担当者と交信して地球に帰還する手段を模索する。

## キャスト
| 役名                   | 俳優                         | 日本語吹替 |
| ---------------------- | ---------------------------- | ---------- |
| コーディ・ブリッグス   | リー・メジャース             | 青野武     |
| ジョシュ・ギリアム     | ハル・リンデン               | 池田勝     |
| エリカ・ハンセン       | ローレン・ハットン           | 泉晶子     |
| Q・T・ソーンウェル     | レイ・ミランド               | 平野稔     |
| ナンシー・ギリアム     | ゲイル・ストリックランド     | 高瀬佳子   |
| ボウディッシュ         | ジョージ・ディセンゾ         | 鹿島信哉   |
| ジャネット・ブリッグス | テス・ハーパー               |            |
| フレディ・バレット     | テリー・カイザー             | 山野史人   |
| ローリー・ハンセン     | ヘザー・マッカダム           |            |
| マーティン             | ゲイリー・ベイアー           | 江原正士   |
| フェリックス           | ロバート・ウェッバー         | 小島敏彦   |
| クリス                 | スティーヴン・キープ・ミルズ | 小室正幸   |

- 日本語吹替：初回放送1987年3月28日　TBS「金曜ロードショー」

## スタッフ
- 監督：ジェリー・ジェームソン
- 脚本：ロバート・マルコム・ヤング
- 原案：ピーター・R・ブルック
- 製作：ピーター・ネルソン、アーノルド・H・オルゴリーニ
- 製作総指揮：アラン・マニングス、ヘンリー・ウィンクラー
- 撮影監督：ヘクター・フィゲロア
- プロダクションデザイナー：デヴィッド・L・スナイダー
- 編集：ジョン・F・リンク
- 音楽：ラロ・シフリン
- 特殊効果：ジョン・ダイクストラ
- 吹替翻訳：大野隆一
- 吹替演出：松川陸
- 吹替調整：関範明
- 吹替効果：南部満治、大橋勝次
- 吹替選曲：河合直
- 吹替製作：ニュージャパンフィルム、TBS